# 博哈尼夫
50°24′40″N 32°53′43″E / 50.41111°N 32.89528°E
博哈尼夫（烏克蘭語：Боханів），是烏克蘭北部的村莊，隸屬切爾尼希夫州的普里盧基區。該村始建於1884年，面積0.4平方公里，海拔高度126米，2006年人口19，人口密度每平方公里47.98人。